# Grad Gripsholm
Grad Gripsholm (švedsko Gripsholms slott) je vodni grad v Mariefredu v Södermanlandu na Švedskem. Stoji ob jezeru Mälaren v južni osrednji Švedski, v občini Strängnäs, približno 60 km zahodno od Stockholma. Od Gustava I. Vase je Gripsholm pripadal švedski kraljevi družini in je bil do 18. stoletja uporabljen kot ena od njihovih rezidenc. Danes je muzej, vendar še vedno velja za palačo na razpolago kralju in kot taka je del kronskih palač na Švedskem.

## Zgodovina

### Zgodnja zgodovina
Na tem mestu je v 1370-ih Bo Jonsson Grip zgradil trdnjavo. Leta 1404 jo je prodal kraljici Margareti I. in ostala v lasti krone, dokler je leta 1472 ni z zamenjavo zemljišč pridobil regent Sten Sture starejši, s čimer je postala zasebna, dedna zemlja z alodialnim statusom in pripadla družini regenta Steena. Steen je leta 1498 kraj podaril za uporabo kot kartuzijanski samostan oziroma kartuzija, posestvo Gripsholm pa je skoraj 30 let delovalo kot kartuzija Mariefred.
Leta 1526 je samostan med švedsko reformacijo razpustil kralj Gustav I. Švedski, posestvo pa je bilo vrnjeno dednemu lastniku, dediču pokojnega Stena Stureja starejšega. V registrih iz 16. in 17. stoletja je dobro zapisano, da je bil Gripsholm del tako imenovanega Kungens Arv och Eget. Kralj je podrl samostanske stavbe in stari grad ter zgradil utrjen grad z okroglimi vogalnimi stolpi in obzidjem za obrambne namene. Od prvotne srednjeveške trdnjave je ostala le fasada obzidja. Kraljeva družina Vasa je Gripsholm, ki je bil zasebna družinska dediščina regenta Steena Stureja Starega, zelo spoštovala kot spomin na kraljevsko poreklo od prejšnjih vladarjev in ga pogosto uporabljala.

### Kraljeva rezidenca
Kralj Gustav ga je dal zgraditi kot eno glavnih rezidenc kraljeve hiše. Grad je bil zgrajen med letoma 1537 in 1545 in je pogosto služil kot rezidenca kraljevega dvora: med Dakejevo vojno so bili na primer tam nastanjeni kraljevi otroci.
Med letoma 1563 in 1567 je kralj Erik XIV. Švedski v gradu zaprl svojega brata Ivana in njegovo soprogo Katarino Jagellonsko. Ivanov sin Sigismund III. Vasa, kasneje kralj Poljske in Švedske, se je 20. junija 1566 rodil v gradu. Ko je Ivan III. odstavil Erika XIV., je grad Gripsholm postal eden od gradov, kjer je Ivan zaprl Erika. Odstavljeni kralj Erik je bil tukaj zaprt od leta 1571 do 1573.
Kraljeva družina je grad Gripsholm še naprej uporabljala v 17. stoletju. Bil je dota vdove Gustava Adolfa Švedskega, Marije Eleonore Brandenburške, ki je tu živela od leta 1636 do 1640. Med letoma 1654 in 1715 je bil grad Gripsholm del dote, podeljene kraljici Hedvigi Eleonori, ki je tam pogosto živela s svojim dvorom, še preden je leta 1660 ovdovela, in ga je na več načinov obnovila in razširila. Po njeni smrti pa je dvor nekaj časa zapustil grad. V 18. stoletju je bil nekaj časa uporabljen kot zapor.
Leta 1773 je kralj Gustav III. Švedski prenovil grad Gripsholm, v imenu svoje soproge Sofije Magdalene. Grad je med vladavino Gustava III. kraljev dvor pogosto uporabljal, ki mu je bil naklonjen in je tam vsako leto preživel več mesecev. Med njegovo vladavino so gradu v enem od stolpov dodali gledališče. V letih 1781–1792 je bil to oder tako za ljubiteljsko gledališče kraljevega dvora kot tudi za francosko gledališče Gustava III.
Po državnem udaru leta 1809 sta bila v gradu po odstavitvi s prestola zaprta tudi Gustav VI. Adolf Švedski in njegova družina. Tam je moral podpisati listino o abdikaciji.
- Notranjost

### Muzej
Leta 1822 je stavba postala sedež Narodne portretne galerije (Švedska), ki je bila v 1860-ih postavljena pod nadzor Narodnega muzeja.
Med letoma 1889 in 1894 je grad doživel obsežno in kontroverzno obnovo, ki jo je zasnoval arhitekt Fredrik Lilljekvist, med katero so bile odstranjene številne spremembe iz 17. in 18. stoletja. Največja sprememba je bila dozidava tretjega nadstropja; načrtovano rušenje krila ni bilo izvedeno.
Zdaj je grad muzej, ki je odprt za javnost in vsebuje slike in umetniška dela. Del gradu gosti Narodno galerijo portretov (Statens porträttsamlingar), eno najstarejših zbirk portretov na svetu. Muzej vključuje slabo nagačenega leva, ki je v zadnjih letih postal zloglasen.

## Druge kraljeve palače
Gripsholmska palača ostaja ena od devetih uradnih švedskih kraljevih palač, ki jih je mogoče obiskati vsaj delno: Stockholmska palača (uradna rezidenca kralja), palača Drottningholm (kraljeva rezidenca), Rosendalska palača, Rosersbergska palača, Strömsholmska palača, palača Tullgarn, Ulriksdalova palača, park Haga (Hagaška palača je rezidenca prestolonaslednice) in park kraljeve poletne vile Solliden, ki je bila zgrajena v bližini ruševin gradu Borgholm.

## Runska kamna
Gripsholmska runska kamna (Sö 179 in Sö 178) stojita ob dovozu do gradu Gripsholm.
Runski kamen Sö 179, izdelan iz granita v slogu runskih kamnov Fp, je eden od 26 Ingvarjevih runskih kamnov. Visok je približno 2,0 m in širok 1,0 m. Njegova prvotna lokacija ni znana. Odkrili so ga v zgodnjih 1820-ih in je takrat predstavljal prag kleti vzhodnega stolpa gradu. Bil je pod obema stranskima stenama vrat in je bil prekrit s katranom, kar kaže na to, da je bil del druge konstrukcije, preden je bil uporabljen kot gradbeni material za grad. Šele leta 1930 je bil kamen odstranjen iz gradu in v celoti prebran.
Napis se glasi: »Tóla je dala postaviti ta kamen v spomin na svojega sina Haraldra, Ingvarrjevega brata. Pogumno sta potovala daleč, da bi prinesla zlato, in dala hrano orlu na vzhodu. Umrla sta na jugu v Serklandu.«
Napis navaja, da je bil postavljen v spomin na Haraldra, Ingvarjevega brata, ki je domnevno umrl z Ingvarjem ob Kaspijskem jezeru. Razpravljalo se je o tem, zakaj je bil runski kamen postavljen šele po Haraldru in ne tudi po Ingvarju. Pogosta razlaga je, da je bila Tóla le Haraldova mati, moža pa polbrata. Možno je tudi, da sta bila prvotno dva kamna, tisti, ki ne obstaja več, v spomin na Ingvarja. Tretja možnost je, da se »brat« nanaša na brata po orožju, krvnega brata ali kaj podobnega. Ta uporaba se pojavlja na enem od runskih kamnov iz Hällestada v Scaniji.
Druga polovica napisa je napisana v aliterativnih verzih oblike Fornyrðislag. Izraz »hraniti orla« je kenning, ki pomeni »ubijati sovražnike«.
Kamen Sö 178 (Kärnbo 33:2) izvira iz 11. stoletja. Besedilo se glasi:
»Hälgulv (?) in Öulv de läto sta oba postavila kamna po svojem bratu Kätilmundu, giorde bro pa po Somi, njegovi materi. Toda Brune (?), njen brat, je udaril (rune).«